# Colin Bushnell
Colin John Bushnell (1947) é um matemático britânico, especialista em teoria dos números e teoria de representação.
Foi palestrante convidado do Congresso Internacional de Matemáticos em Zurique (1994: Smooth representations of p-adic groups: the role of compact open subgroups).
Recebeu o Prêmio Whitehead Sênior de 1995. É fellow da American Mathematical Society.
Dentre seus alunos de doutorado consta Graham Everest.

## Obras
- com Albrecht Fröhlich, Gauss sums and p-adic division algebras, lecture notes in mathematics, vol. 987, Springer Verlag 1983
- com Guy Henniart, The local Langlands conjecture for GL(2), Springer-Verlag, 2006, ISBN 3-540-31486-5 (Grundlehren der mathematischen Wissenschaften, 335)
- com Philip Kutzko, The admissible dual of GL(N) via compact open subgroups, Annals of Math. Studies 129, Princeton University Press 1993